# Cozywheels
Cozywheels is een platform van particulier autodelen en fietsdelen in België. 

## Geschiedenis
Het is ontstaan in Vlaanderen in 2003 als Autopia vzw, Vlaams steunpunt voor Particulier Autodelen. In 2007 werd Autopia vzw lid van de koepel Milieu en Mobiliteit (het huidige Netwerk Duurzame Mobiliteit).
Aan Waalse en Brusselse kant was Taxistop de organisatie die in 2012 (Wallonië) en 2015 (Brussel) startte met de ondersteuning van particulier autodelen via Autopia.
In 2015 hernoemde de Vlaamse vzw naar Autodelen.net vzw en het platform naar Cozycar nadat een gelijknamige garage Autopia uit Sint-Genesius-Rode met een rechtszaak gedreigd had.
In 2020 veranderde de naam naar Cozywheels om uit te breiden naar fietsdelen.
Vanaf 2022 is het ook in Vlaanderen een dienst van Mpact (sinds 2021 de nieuwe naam van Taxistop) in plaats van onderdeel van Autodelen.net. In Wallonië en Brussel viel de dienst al onder het beheer van Mpact.

## Werking
Cozywheels faciliteert het delen van een privé-voertuig met buren door middel van een kaart van eigenaars en gebruikers, een reservatiekalender, facturatiesysteem, ... Om het platform te gebruiken betalen leden een jaarlijks lidmaatschap. De prijs om auto's te gebruiken worden onderling afgesproken en dekt enkel de werkelijke kosten van het voertuig zonder dat er winst gemaakt wordt (kostendelend).
Voertuigtypes die gedeeld kunnen worden, zijn: een bakfiets, een elektrische fiets, een bestelbusje, een auto en een rolstoelwagen/-fiets.
In tegenstelling tot particulier autodelen bij Dégage!, waar leden toegang hebben tot alle beschikbare deelwagens aan dezelfde tarieven, vormen leden van Coywheels onderling groepen en maken ze eigen (prijs)afspraken.